# Hjalmar Öhrwall

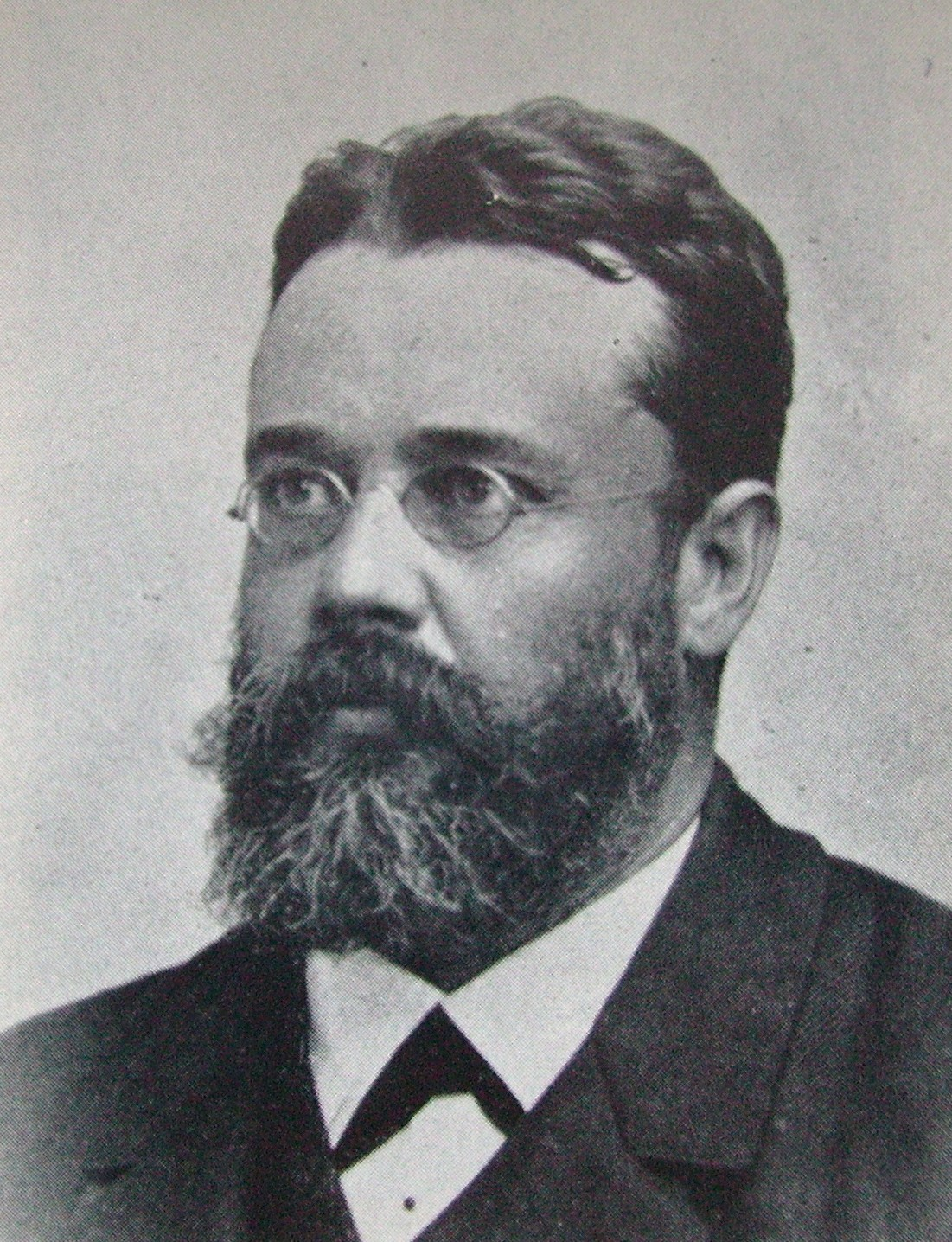
Hjalmar Öhrwall

Hjalmar August Öhrwall (* 15. Dezember 1851 in Nora; † 11. Januar 1929 in Uppsala) war ein schwedischer Arzt.

## Biografie
Hjalmar Öhrwall war der Sohn des Apothekers Anders August Öhrwall und der Märta Elisabeth Westberg. Öhrwall wurde 1872 Student in Uppsala, 1881 Medizinstudent, 1887 Lizenziat und 1889 Arzt in Lund. Seine Diplomarbeit Studien zum Geschmacksverstand handelte unter anderem davon, dass die unterschiedlichen Geschmacksqualitäten durch unterschiedliche Rezeptoren wahrgenommen und durch verschiedene Nerven vermittelt werden. Der Grund, warum er die Dissertation in Lund (und eben nicht in Uppsala) vorstellte, war, dass er als Verführer der Jugend und Hetzer galt. Öhrwall wurde 1890 zum außerordentlichen Professor für Physiologie in Uppsala ernannt und war dort von 1899 bis 1917 Professor für Physiologie.
Mit großem Interesse widmete sich Öhrwall den physiologischen Studien der Physik und versuchte dabei insbesondere, die zugehörigen Begriffe in den Thesen Modalität und Qualitätsbegriff in der Physiologie des Geistes (1898), Sind visuelle Empfindungen gegeben? (1912), Der sogenannte muskulöse Geist (1913), Die Analyse sensorischer Eindrücke (1919) und Über die Aufteilung der Sinne (1920) klar zu definieren. Diese stehen im Zusammenhang mit Vorschlägen für Studien zur Farbenblindheit (1916) zusammen mit K. G. Boström und G. F. Göthlin.
Innerhalb der Physiologie des Blutkreislaufes untersuchte Öhrwall den Zustand des Herzens des Frosches während der Erstickung (Erstickung und Wiedererweckung des isolierten Froschherzens, 1897; Über die periodische Funktion des Herzens, 1898). Er veröffentlichte auch eine umfangreiche Studie über den Sinusknoten (1908; zweite Auflage 1916) und mehrere populäre Aufsätze. Er war Mitbegründer der Verdandi Society und gab ab 1917 die Publikation der Studentenvereinigung Verdandi heraus. Öhrwall wurde 1916 Mitglied der wissenschaftlichen Gesellschaft von Uppsala und 1924 der physiologischen Gesellschaft von Lund.
In der Öffentlichkeit wurde Öhrwall vor allem für Arbeiten zu psychischen Erkrankungen, Sauberkeit, Bevölkerungsproblemen und Rassenhygiene bekannt. So wurde Öhrwall nach Kjell Jonssons Worten zum Pionier der Hygiene der Jahrhundertwende. Als Inspirationsquelle für dieses Engagement fand Öhrwall, wie Knut Wicksell und August Strindberg, in George Drysdales Soziallehre oder in seiner physischen, sexuellen und natürlichen Religion, wo Hygiene zu einem sozialen Programm wurde, das die Religion ersetzen sollte. Hygiene umfasste Körper, Seele, Wohnung, Rasse und Gesellschaft. Gegen die Rassenhygiene argumentierte er, dass große Genies oft schlechte Eigenschaften mit sich brachten und dass zahlreichen „geistigen Abnormalitäten“ hohe Talente folgten, in anderen Fällen sah er die Rassenhygiene als die Zukunft, als „die neue Religion“. Als Arzt empfahl er daher Sterilisationen von Wahnsinnigen, „Idioten und Halbidioten“, Alkoholikern, Vagabunden und anderen. Er sah Demokratie als Weg zu einer evolutionären Auswahl, die schließlich „die Aristokratie der Demokratie“ schaffen würde. Er fühlte sich auch als Liberaler und übersetzte John Stuart Mill ins Schwedische.
Sein Sohn Leif Öhrvall war Diplomat.
Hjalmar Öhrwall wurde auf dem Alten Friedhof von Uppsala beigesetzt.

## Übersetzungen
- John Stuart Mill: Über Gedanken- und Redefreiheit (Bonnier, 1889)
- Hermann von Helmholtz: Über das Zusammenspiel der Naturkräfte und die jüngsten Eroberungen der Physik zu diesem Thema (1895)
- John Stuart Mill: Über die Freiheit (Bonnier, 1917) Volltext
- John Stuart Mill: Über die Vorzüge der Religion (Verdandi, 1919)
- John Stuart Mill: Über die Bedeutung der Individualität für das Gemeinwohl und über die Grenzen der Autorität der Gesellschaft über das Individuum (Bonnier, 1922)
- Georg Brandes: Michelangelo (Verdandi, 1923)

## Referenzen
- Öhrvall, Hjalmar August, SvenskaGravar.se, gelesen: 11. Juli 2019
- Schwedische Gräber: Uppsala